# Mark 77
Mark 77 (lub Mk 77) – amerykańska zapalająca bomba lotnicza, wypełniona 110 galonami (415 litrów) mieszaniny zapalającej w postaci żelu, będącej następcą napalmu.
Bomby Mk 77 były używane przez USMC podczas wojny w Zatoce Perskiej, kiedy to zrzucano je z samolotów Harrier niszcząc wybudowane przez Irakijczyków rowy wypełnione ropą naftową. Ogólnie zrzucono około 500 sztuk bomb Mark 77, a podczas inwazji na Irak w 2003 roku jeszcze 30.
Mark 77 jest jedyną bombą zapalającą pozostającą w uzbrojeniu US Armed Forces, ale nie produkuje się już kolejnych jej egzemplarzy.
Skład chemiczny mieszanki wypełniającej bomby Mark 77 różni się od napalmu używanego podczas wojny wietnamskiej tym, że oparty jest na nafcie i polistyrenie, oraz prawdopodobnie zawiera utleniacz, powodującego, że płonąca mieszanka jest bardzo trudna do ugaszenia. Bomby z napalmem używane w Wietnamie nosiły oznaczenie Mark 47, ale w slangu wojskowym tak Mark 47 jak i Mark 77 określane są mianem napalmu.